# Petite-Rosselle
Petite-Rosselle és un municipi francès, situat al departament del Mosel·la i a la regió del Gran Est. L'any 2007 tenia 6.628 habitants.

## Demografia

### Població
El 2007 la població de fet de Petite-Rosselle era de 6.628 persones. Hi havia 2.539 famílies, de les quals 630 eren unipersonals (252 homes vivint sols i 378 dones vivint soles), 843 parelles sense fills, 833 parelles amb fills i 233 famílies monoparentals amb fills.
La població ha evolucionat segons el següent gràfic:
Habitants censats

### Habitatges
El 2007 hi havia 2.803 habitatges, 2.604 eren l'habitatge principal de la família, 12 eren segones residències i 187 estaven desocupats. 1.881 eren cases i 902 eren apartaments. Dels 2.604 habitatges principals, 1.633 estaven ocupats pels seus propietaris, 704 estaven llogats i ocupats pels llogaters i 266 estaven cedits a títol gratuït; 21 tenien una cambra, 100 en tenien dues, 280 en tenien tres, 570 en tenien quatre i 1.632 en tenien cinc o més. 1.845 habitatges disposaven pel capbaix d'una plaça de pàrquing. A 1.198 habitatges hi havia un automòbil i a 982 n'hi havia dos o més.

### Piràmide de població
La piràmide de població per edats i sexe el 2009 era:
| Homes | Edats   | Dones |
| ----- | ------- | ----- |
| 0     | 95 o +  | 8     |
| 0     | 90 a 94 | 20    |
| 24    | 85 a 89 | 60    |
| 8     | 80 a 84 | 88    |
| 96    | 75 a 79 | 164   |
| 128   | 70 a 74 | 176   |
| 152   | 65 a 69 | 192   |
| 188   | 60 a 64 | 204   |
| 160   | 55 a 59 | 148   |
| 272   | 50 a 54 | 216   |
| 320   | 45 a 49 | 308   |
| 320   | 40 a 44 | 284   |
| 236   | 35 a 39 | 324   |
| 204   | 30 a 34 | 192   |
| 172   | 25 a 29 | 160   |
| 148   | 20 a 24 | 148   |
| 244   | 15 a 19 | 276   |
| 280   | 10 a 14 | 232   |
| 172   | 5 a 9   | 160   |
| 148   | 0 a 4   | 124   |

## Economia
El 2007 la població en edat de treballar era de 4.330 persones, 2.647 eren actives i 1.683 eren inactives. De les 2.647 persones actives 2.187 estaven ocupades (1.219 homes i 968 dones) i 460 estaven aturades (220 homes i 240 dones). De les 1.683 persones inactives 535 estaven jubilades, 364 estaven estudiant i 784 estaven classificades com a «altres inactius».

### Ingressos
El 2009 a Petite-Rosselle hi havia 2.610 unitats fiscals que integraven 6.476,5 persones, la mediana anual d'ingressos fiscals per persona era de 16.172 €.

### Activitats econòmiques
Dels 121 establiments que hi havia el 2007, 1 era d'una empresa extractiva, 5 d'empreses alimentàries, 3 d'empreses de fabricació d'altres productes industrials, 26 d'empreses de construcció, 27 d'empreses de comerç i reparació d'automòbils, 5 d'empreses de transport, 7 d'empreses d'hostatgeria i restauració, 2 d'empreses d'informació i comunicació, 12 d'empreses financeres, 3 d'empreses immobiliàries, 4 d'empreses de serveis, 14 d'entitats de l'administració pública i 12 d'empreses classificades com a «altres activitats de serveis».
Dels 43 establiments de servei als particulars que hi havia el 2009, 1 era una comissaria de policia, 1 oficina de correu, 5 oficines bancàries, 2 funeràries, 1 taller de reparació d'automòbils i de material agrícola, 1 autoescola, 4 paletes, 6 guixaires pintors, 2 fusteries, 4 lampisteries, 3 electricistes, 2 empreses de construcció, 4 perruqueries, 4 restaurants, 1 tintoreria i 2 salons de bellesa.
Dels 14 establiments comercials que hi havia el 2009, 1 era un hipermercat, 1 una botiga de més de 120 m², 6 fleques, 1 una sabateria, 1 una botiga d'electrodomèstics, 1 una perfumeria i 3 floristeries.

## Equipaments sanitaris i escolars
El 2009 hi havia 2 centres de salut, 2 farmàcies i 2 ambulàncies.
El 2009 hi havia 5 escoles maternals i 2 escoles elementals. Petite-Rosselle disposava d'un col·legi d'educació secundària amb 298 alumnes.

## Poblacions més properes
El següent diagrama mostra les poblacions més properes.